# ラントゥレーベン大三島
ラントゥレーベン大三島（ラントゥーレーベンおおみしま）は、愛媛県今治市大三島町野々江にある滞在型農園施設である。

## 概要
日頃、農業に親しむ事が少ない都市部の住民が花や野菜を育てつくる喜びを実感しながら農村地域での交流を通して自然を満喫するための滞在型農園施設である。
「ラントゥーレーベン」はドイツ語で「田舎暮らし・田園生活」を意味し、長期滞在型施設と農園が一体となった施設となっている。遊休農地8,500平方メートルに16区画が整備され、一区画は約300平方メートル。ラウベと呼ばれる木造平屋建て（3タイプ、43 - 63平方メートル）の滞在施設の他に、3棟の加温ハウス、交流農園、公園が配置され、週末や休暇時の長期滞在が可能となっている。また菜園での作業は地域農家、農業指導者による営農指導などの支援を行っている。
施設は1年契約で最長5年更新となっている。ラウベの利用料の他、光熱費・下水道使用料が実費負担となっている。
大三島町（現：今治市）によって整備され、2003年4月に9棟、2004年4月に7棟がオープンした。好評で入居待ちの状態が続いていることを受け、2013年4月には今治市が隣接する旧岡山保育所を活用し、地域の農業・漁業体験が可能な短期滞在（1週間程度）施設として、クルツラントゥーレーベン大三島をオープンさせた。

## 設備
1区画約300平方メートル前後の敷地に、ラウベ（休憩施設木造3タイプ16棟）と菜園100平方メートルが設置されている。ラウベには、バス・トイレ・キッチン（下水道完備）、倉庫を備えており長期間の滞在も十分対応できるようになっている。
- ラウベ（休憩施設）
  - Aタイプ（2LDK） - 10棟
  - Bタイプ（1DKロフト付） - 4棟
  - Cタイプ（1DK） - 2棟
- 交流農園
- 加温ハウス3棟
- 公園

## 利用条件
- 滞在は月に最低3泊6日間（1泊2日を3回）とし、必要な農作業を行う。
- 地域住民との交流を図るため、地域イベント等に積極的に参加すること。
- 利用者は、諸条件に従って設置者と契約する。
- 契約は1年契約とし、最長5年間更新可能。
- その他別に定める条件、規則を遵守すること。

## アクセス
- 西瀬戸自動車道大三島ICで下車し、車で約20分。
- 盛漁港より車で約20分。
- 宮浦港より瀬戸内海交通バス（宗方港行き）に乗車し、「野々江停留所」で下車してすぐ。
- 宗方港より瀬戸内海交通バス（宮浦港行き）に乗車し、「野々江停留所」で下車してすぐ。